# Geeuwreflex

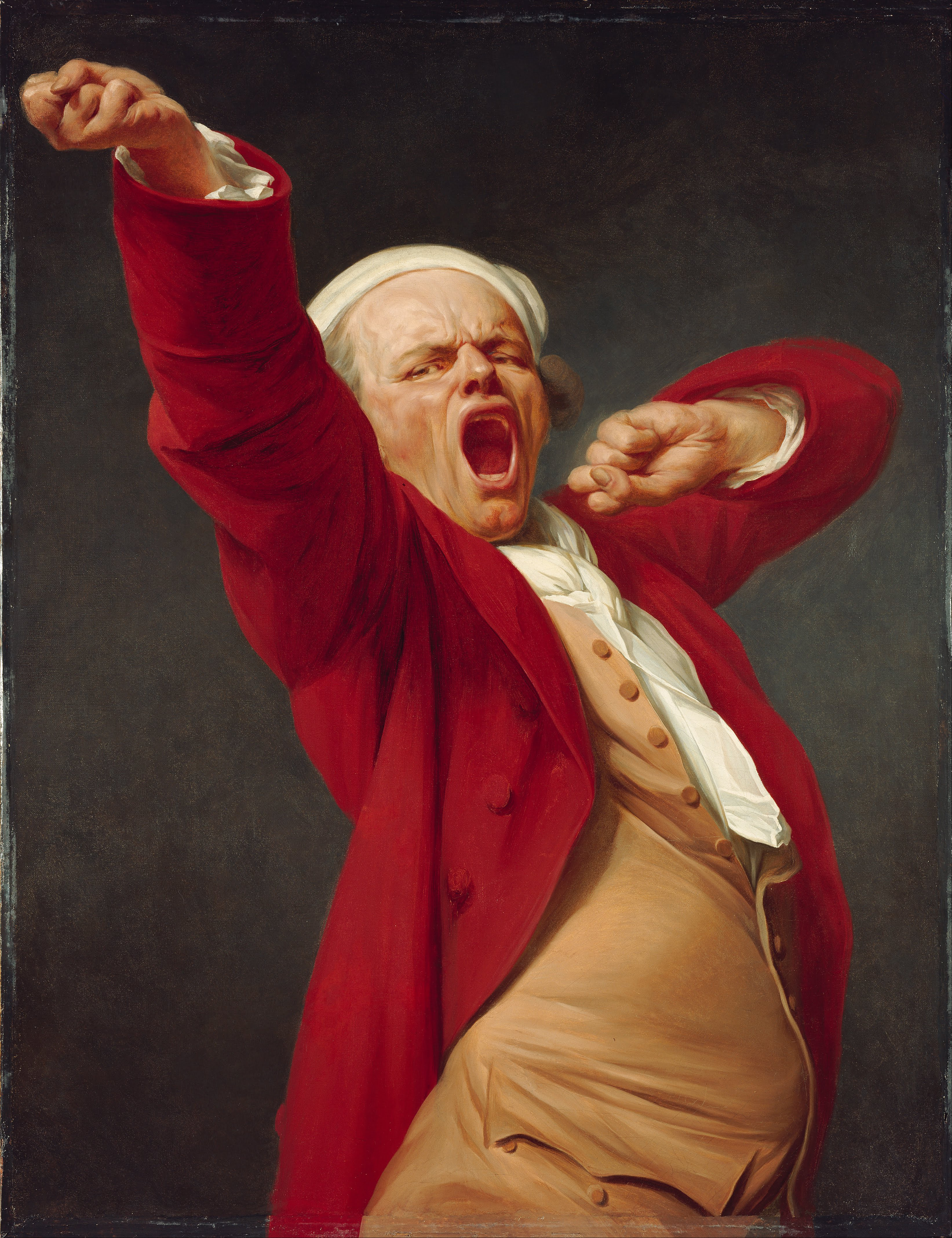
Zelfportret, gapend, door Joseph Ducreux (1735-1802).

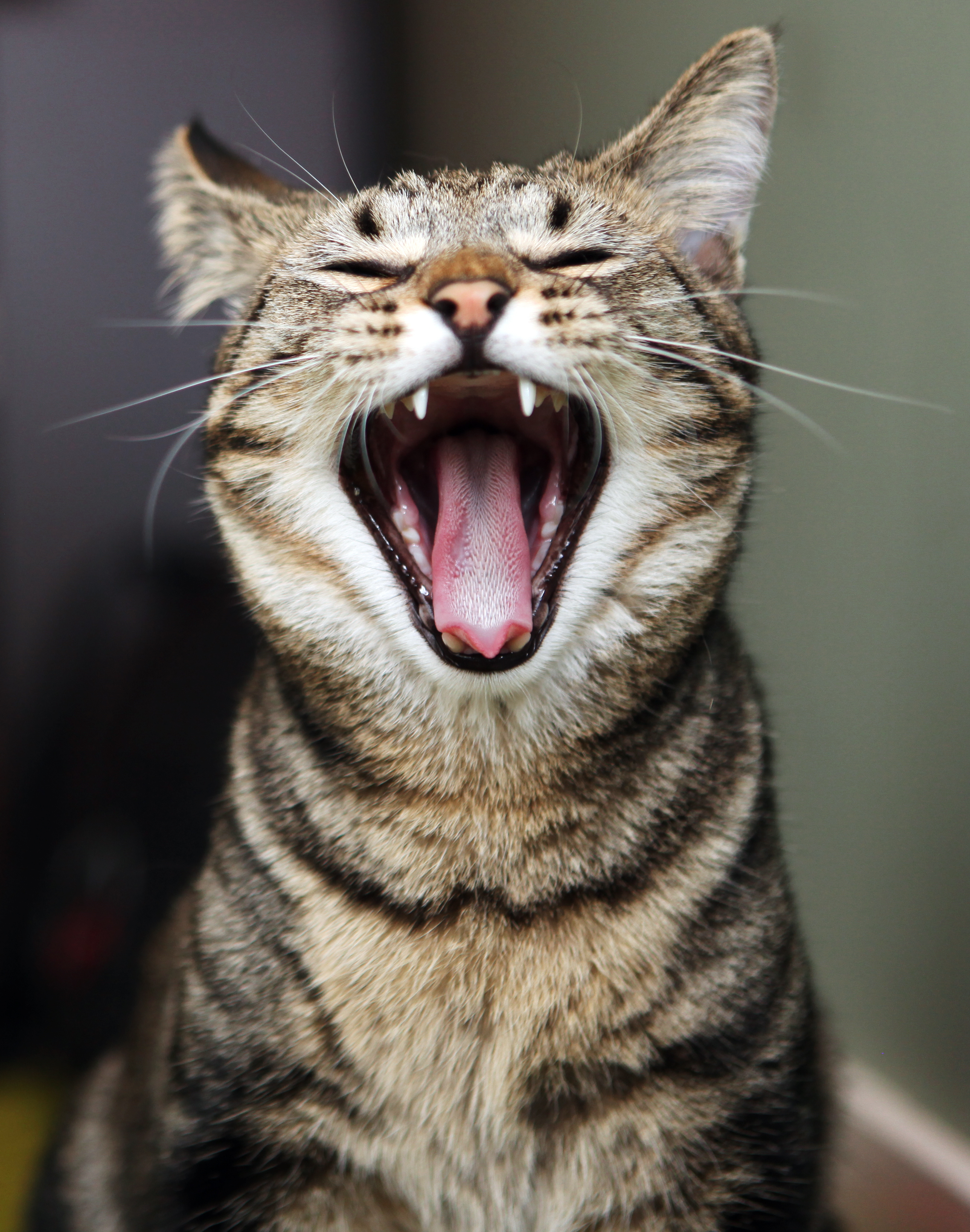
Een gapende kat.

Geeuwen of gapen is met hoesten, niezen en misschien ook de hik een van de reflectoire verrichtingen die samenhangen met het ademhalingsstelsel. Mensen geeuwen als ze slaperig of verveeld zijn, als hun bloedsuiker laag is, maar vooral als ze een ander zien geeuwen. Voor zover bekend gapen alle dieren met een kaak, waaronder zoogdieren, reptielen, vogels, amfibieën en vissen.

## Feiten
Een geeuw die zich eenmaal heeft aangekondigd, is alleen met enige moeite of niet volledig te onderdrukken (reflex). Er vindt een inspiratiebeweging, of inademing, plaats; de mond gaat wijd open door een reflectoir aanspannen van bepaalde spieren; de buizen van Eustachius openen zich waardoor de druk in het middenoor gelijk wordt aan de omgevingsdruk; bij een volledig ontwikkelde geeuw worden ook de ogen gesloten, de armen geheven en de rug en de armen naar achteren gestrekt. Tijdens de geeuw rekken keelspieren zich maximaal op en is 3-4x in diameter vergroot.
Gapen kan behoorlijk aanstekelijk zijn. Zien gapen, of erover lezen, doet een aanzienlijk deel (ongeveer de helft) van de mensen onbedwingbaar gapen. Deze gevoeligheid ontwikkelt zich pas na het eerste levensjaar. Ook bij chimpansees is aangetoond dat het zien gapen van een andere chimpansee een gaapprikkel is. Honden geeuwen vaak mee met mensen en vooral met hun baasje. Buiten de zoogdieren is aanstekelijk geeuwen ook onder grasparkieten waargenomen.

## Hypothesen
Hoewel iedereen dit gewone verschijnsel kent en mensen gemiddeld 10 tot 15 maal per dag gapen, is er maar heel weinig met zekerheid over bekend. Er bestaan vele hypothesen over het doel of de functie van gapen.
- Het zou meer optreden bij een laag zuurstofgehalte in het bloed of een verhoogd koolzuurgehalte (experimenteel is aangetoond, door het laten ademen van lucht met verschillende zuurstofdrukken en koolzuurgehaltes, dat deze beide hypothesen niet juist zijn).
- Het herstelt de spierbalans in de mond- en keelholte om de luchtweg wijd te houden voor de ademhaling (essentieel rondom slaap met een nauwere luchtweg) en daarnaast verbetert het kauw-, slik- en praatbewegingen.[2]
- Het zou de druk in het middenoor gelijkmaken aan de omgevingsdruk (niet waarschijnlijk, daar dit meestal ook gebeurt bij het slikken).
- Het verlaagt de spierspanning van de spieren in de borstholte die bij de ademhaling zijn betrokken om zo het lichaam in een toestand van meer rust te brengen.
- Het zou de hersenen koelen via verhoogde bloedcirculatie en een koele luchtstroom door het strottenhoofd.
- Het zou een sociale functie hebben waardoor het groepsdier mens in een groep verkerend tegelijk naar bed gaat, en vele andere. Mensen gapen echter de hele dag, hoewel inderdaad vaker 's ochtends en 's avonds.
- Gapen heeft ook een zekere erotische lading, beweert Wolter Seuntjens, een wetenschappelijk onderzoeker die in november 2004 in Amsterdam aan de VU op het onderwerp promoveerde.[6]
- Een geeuw is een langdurige diepe inademing, hierdoor heerst er langere tijd een onderdruk in de borstkas. De functie van een geeuw zou dus kunnen zijn dat er dan veel bloed terug kan stromen in het hart. Dit is nodig omdat het bloed met zeer geringe druk teruggaat naar het hart en zich ophoopt in de grote bloedsomloop.

## Culturele perceptie
Gapen wordt gezien als teken van slaperigheid of verveling, en wordt daarom in gezelschap afgekeurd. Tevens wordt het onsmakelijk gevonden. Daarom houdt men bij het gapen de hand voor de mond of probeert men een geeuw te onderdrukken. Zelfs een onderdrukte gaap of een gaap met de hand voor de mond wordt echter niet altijd geaccepteerd. Nadrukkelijk een geeuw met hand voor de mond imiteren is zelfs een gebaar dat verveling uitdrukt.

## Volksgeloof
Volgens het volksgeloof diende het slaan van een kruis voor de mond ervoor om de duivel ervan te weerhouden in het lichaam te varen. Hier zou ook het huidige gebruik vandaan komen om een hand voor de mond te houden tijdens het gapen.